# Хендрик Лоренц
 За другия нобелов лауреат със същата фамилия вижте Конрад Лоренц.  За други значения вижте Лоренц.
 Хендрик Антоон Лоренц (на нидерландски: Hendrik Antoon Lorentz) e холандски физик, изследвал електромагнитното излъчване и работил върху математическото му описание. През 1902 година получава Нобелова награда за физика заедно с Питер Зееман.

## Биография
Лоренц е роден на 18 юли 1853 година в Арнем, Холандия, в семейството на Герит Фредерик Лоренц (1822 – 1893) и Гертруда ван Гинкел (1826 – 1861). През 1862, след смъртта на съпругата, бащата се жени повторно за Луберта Хупкес. От 1866 до 1869 Хендрик посещава гимназия в Арнем. През 1870 година държи изпити по класически езици (необходими за кандидатстване в университет) и записва да учи физика и математика в университета в Лайден при професора по астрономия Фредерик Кайзер, който оказва решаващо влияние за професионалната му ориентация. След получаване на бакалавърска титла се завръща в родния си град, където започва да преподава математика в местната гимназия, продължавайки успоредно с преподаването и следването си в Лайден. През 1875 година защитава докторска дисертация при Питер Райке на тема „Относно теорията на отражение и пречупване на светлината“, където той доразработва електромагнитната теория на Джеймс Клерк Максуел.
През 1881 година се жени за Алета Катарина Кайзер, племенница на преподавателя си Фредерик Кайзер. Алета е дъщеря на Йохан Вилхелм Кайзер, професор по изящни изкуства, по-късно директор на националната галерия (Rijksmuseum) в Амстердам. Най-възрастната дъщеря на Хендрик и Алета също става физик.
В специалната теория на относителността преобразуването на координатите и времето на събитието при преход от една инерциална отправна система в друга се използват Лоренцовите трансформации (1904).
Умира на 4 февруари 1928 година в Харлем на 74-годишна възраст.